# El Centro
El Centro é uma cidade localizada no estado americano da Califórnia, no condado de Imperial, do qual é sede. Foi incorporada em 16 de abril de 1908. É a cidade natal da cantora Cher.

## Geografia
De acordo com o United States Census Bureau, a cidade tem uma área de 28,75 km², onde 28,70 km² estão cobertos por terra e 0,05 km² por água.

### Localidades na vizinhança
O diagrama seguinte representa as localidades num raio de 24 km ao redor de El Centro.

## Demografia

### Censo 2010
Segundo o censo nacional de 2010, a sua população é de 42 598 habitantes e sua densidade populacional é de 1 484,40 hab/km². É a cidade mais populosa do condado de Imperial. Possui 14 476 residências, que resulta em uma densidade de 504,44 residências/km².

### Censo 2000
De acordo com o censo nacional de 2000, a densidade populacional era de 1524,9/km² (3950,2/mi²) entre os 37.835 habitantes, distribuídos da seguinte forma:
- 46,86% caucasianos
- 3,16% afro-americanos
- 0,98% nativo americanos
- 3,50% asiáticos
- 0,10% nativos de ilhas do Pacífico
- 41,68% outros
- 3,73% mestiços
- 74,58% latinos

Existiam 8910 famílias na cidade, e a quantidade média de pessoas por residência era de 3,23 pessoas.

## Marco histórico
El Centro possui apenas uma entrada no Registro Nacional de Lugares Históricos, o US Post Office-El Centro Main.